# عثمان الكومري
عثمان الكومري (مواليد 28 ماي 1992) عداء مغربي متخصص في ركض المسافات الطويلة.
مثل المغرب في بطولتين عالميتين في الهواء الطلق وواحدة داخلية. في عام 2016، تم إيقافه من المنافسة لمدة عامين نتيجة مخالفات في جواز سفره البيولوجي.
في سباق ماراثون سيدني 2023 "فئة الرجال" المقام بمدينة أستراليا، احتل العداء المغربي عثمان الكومري المركز الأول؛ في سباق امتد لمسافة 42 كلم، حيث قطع مسافة السباق في ساعتين و8 دقائق و20 ثانية.

## مشاركاته الدولية
| العام       | المسابقة                                    | المكان            | المركز      | حدث         | ملاحظة         |
| مُمثّل المغرب | مُمثّل المغرب                                 | مُمثّل المغرب       | مُمثّل المغرب | مُمثّل المغرب | مُمثّل المغرب    |
| ----------- | ------------------------------------------- | ----------------- | ----------- | ----------- | -------------- |
| 2011        | بطولة أفريقيا لألعاب القوى للناشئين 2011    | غابورون، بوتسوانا | –           | 5000 متر    | لم يُكمل السّباق |
| 2013        | ألعاب البحر الأبيض المتوسط 2013             | مرسين، تركيا      | 2           | 5000 متر    | 13:38.24       |
| 2013        | بطولة العالم لألعاب القوى 2013              | موسكو، روسيا      | 16 (h)      | 5000 متر    | 13:31.08       |
| 2013        | الألعاب الفرانكوفونية 2013                  | نيس، فرنسا        | 1           | 5000 متر    | 13:48.76       |
| 2013        | ألعاب التضامن الإسلامي 2013                 | فلمبان، إندونيسيا | 3           | 5000 متر    | 14:07.59       |
| 2014        | بطولة العالم لألعاب القوى داخل الصالات 2014 | سوبوت، بولندا     | 14 (h)      | 3000 متر    | 7:48.83        |
| 2014        | بطولة أفريقيا لألعاب القوى 2014             | مراكش، المغرب     | 11          | 5000 متر    | 14:12.40       |
| 2015        | بطولة العالم لألعاب القوى 2015              | بكين، الصين       | 29 (h)      | 5000 متر    | 13:58.06       |
| 2019        | ماراثون الرباط                              | الرباط، المغرب    | 2           | ماراثون     | 2:08:20        |
| 2019        | ماراثون دبلن                                | دبلن، إيرلندا     | 1           | ماراثون     | 2:08:06        |

## روابط خارجية
- عثمان الكومري على موقع الاتحاد الدولي لألعاب القوى (الإنجليزية)
- عثمان الكومري على موقع اللجنة الأولمبية الدولية (الإنجليزية)
- عثمان الكومري على موقع أوليمبيديا (الإنجليزية)
- عثمان الكومري على موقع اللجنة الأولمبية المغربية (الفرنسية)